# Ostrovany
Ostrovany é um município da Eslováquia, situado no distrito de Sabinov, na região de Prešov. Tem 5,85 km² de área e sua população em 2018 foi estimada em 2.220 habitantes.

## Demografia
| Ano:        | 1994 | 2004    | 2014    | 2024    |
| ----------- | ---- | ------- | ------- | ------- |
| Broj ljudi: | 1229 | 1620    | 1975    | 2511    |
| Razlika:    |      | +31,81% | +21,91% | +27,13% |

| Ano:               | 2023 | 2024   |
| ------------------ | ---- | ------ |
| Número de pessoas: | 2462 | 2511   |
| Diferença:         |      | +1,99% |